# ATOK
ATOK es un Input Method Editor japonés producido por la compañía de software japonesa JustSystems.
ATOK al principio significó  Automatic Transfer Of Kana-kanji (Transferência automática de kana-kanji). Ahora significa  Advanced Technology Of Kana-kanji Transfer (transferencia de tecnología avanzada de kana-kanji).

## Funcionalidades
Las características varían entre las versiones y plataformas. La siguiente lista sirve como indicación:
- Búsqueda de los kanji a través de entrada fonética - tanto en un teclado romaji como kana.
- Búsqueda de kanji por radical chino.
- Pluma electrónica para el reconocimiento de la escritura manual.
- Recuperación inversa de entrada fonética  - tanto kunyomi como onyomi.
- Modelos de texto para frases estándar, etiquetas de dirección y emoticones japoneses.
- Formatos de fecha japoneses.

Hasta abril de 2008, ATOK 2008 fue la última versión del programa. La última para Macintosh fue ATOK 2007. La última  ara Linux fue ATOK X3.